# Włodzimierz Antkowiak
Włodzimierz Antkowiak (ur. 30 października 1946 w Grudziądzu) – polski artysta malarz, poeta, prozaik.

## Życiorys
Ukończył studium nauczycielskie w Ełku. Studiował przez rok na PWSSP w Gdańsku. Debiutował na łamach miesięcznika "Pomorze" w roku 1972. Autor kilku książek poetyckich, prozatorskich, popularnonaukowych i reportażowych. Przewodniczący Międzynarodowej Agencji Poszukiwawczej zajmującej się m.in. rozwiązywaniem zagadek przeszłości. Założyciel Polskiego Klubu Camino de Santiago, zrzeszającego osoby, które przeszły lub przejechały konno lub na rowerze Drogę św. Jakuba (hiszp. Camino de Santiago).

## Twórczość

### Literatura piękna
- Przychodzę na stadion tych, którzy cie kochali (poezje, 1975)
- Pewnego dnia na wysokościach (opowiadania, 1979)
- Po co te gwiazdy (poezje, 1980)
- Brat wszystkich (opowiadania, 1983)
- Monstra świata (opowiadania, 1989)
- Kukułka (opowiadania, 2015)

### Literatura podróżnicza i poszukiwawcza
- Nie odkryte skarby. Przewodnik dla poszukiwaczy. (Wyd. I) (mapy i plany opracował Hubert Maliszewski, Toruń 1991)
- Nie odkryte skarby. Przewodnik dla poszukiwaczy. (Wyd. II) (mapy i plany opracował Hubert Maliszewski, Gdynia 1993)
- Zamki i strażnice krzyżackie Ziemi Chełmińskiej (przewodnik, 2000, wraz z Piotrem Lamparskim)
- Poszukiwanie skarbów ukrytych w Polsce (2000)
- Podziemia i wody kryją skarby (2002)
- Skarby. Poszukiwania i poszukiwacze (2004)
- Vamos, peregrino! Droga do Santiago de Compostela (2005)
- Kanał Elbląski. Jeziorak i okolice. Przewodnik (2007)
- Leksykon skarbów Polski (2011)
- Skarby polskie. Przewodnik dla poszukiwaczy i hobbystów (2013)
- Podwodne zagadki Polski (2015)
- Złoty pociąg i tajemnice skarbów Polski (2015)